# منتخب الفلبين لسباعيات الرغبي للسيدات
منتخب الفلبين لسباعيات الرغبي للسيدات (بالإنجليزية: Philippines women's national rugby sevens team)‏ هو ممثل الفلبين الرسمي في المنافسات الدولية في سباعيات الرغبي للسيدات
.